# Bayerische Staatsbrauerei Weihenstephan

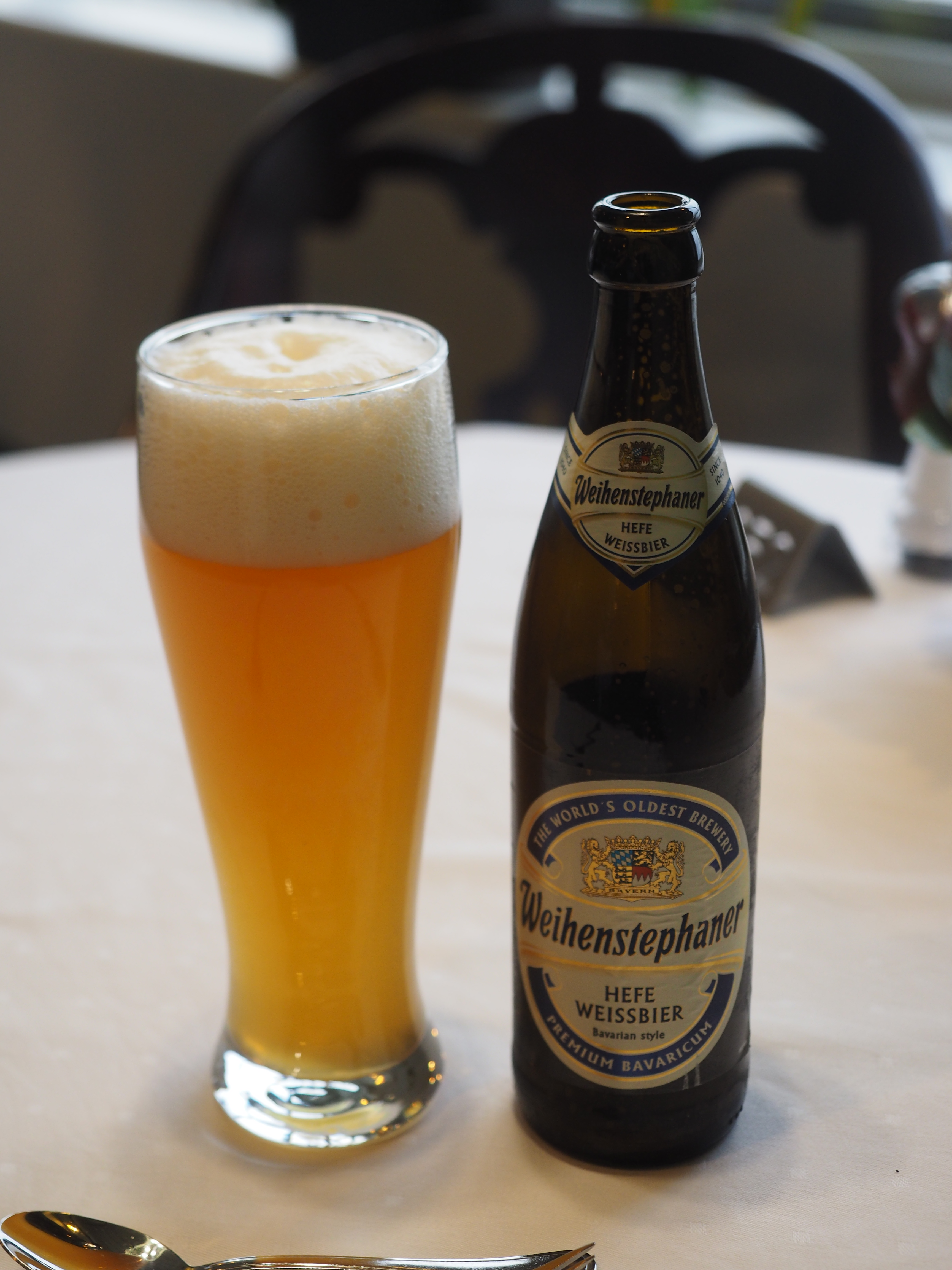
Weihenstephaner Hefe Weissbier

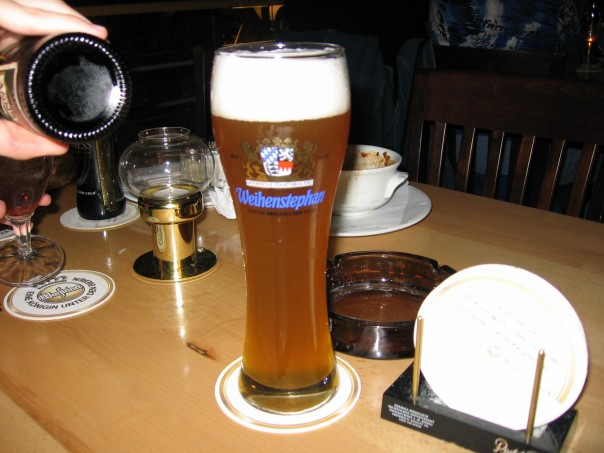
Weihenstephan al "Haus der 100 Biere" di Berlino

La Bayerische Staatsbrauerei Weihenstephan è un birrificio tedesco situato a Weihenstephan di Frisinga, in Baviera. La birreria si pubblicizza come la più antica del mondo.

## Storia

### Fondazione
Negli anni '50 alcuni documenti presentavano la fondazione come avvenuta nel 1146. A quel tempo veniva richiamata la fondazione al 1040, ove Ottone di Frisinga, diede il permesso di produrre birra alla locale abbazia di Weihenstephan. Il documento successivamente venne datato attorno al 1600. La prima menzione storica registrata del birrificio risale al 1675.

### Birrificio di Stato
Nel 1803 durante la Deutsche Mediatisierung, l'abbazia di Weihenstephan venne dissolta. Il sito divenne di proprietà del Governo bavarese, come Königlich Bayerische Staatsbrauerei Weihenstephan. Nel 1921, la società adottò l'attuale nome. Ancora oggi è di proprietà del Land della Baviera.

## Premi
- 2016: Medaglia d'oro al World Beer Cup, categoria South German-Style Hefeweizen, per la Weihenstephaner Hefeweißbier.[2]
- 2016: Medaglia d'argento al World Beer Cup, categoria German-Style Wheat Ale, per la Weihenstephaner Kristallweißbier.[2]